# Renato Salvatori
Renato Salvatori, pseudonimo di Giuseppe Salvatori (Seravezza, 20 marzo 1934 – Roma, 27 marzo 1988), è stato un attore italiano.

## Biografia

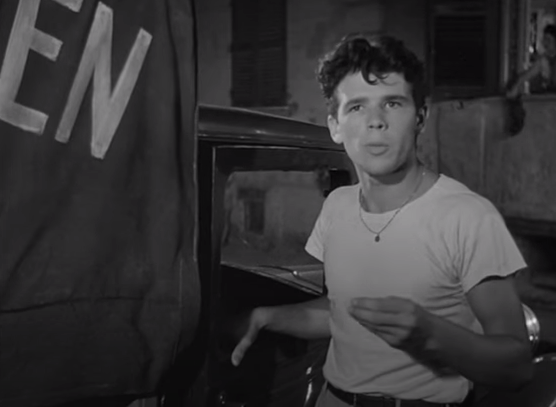
Renato Salvatori diciottenne nel film Le ragazze di piazza di Spagna (1952)

Nacque a Seravezza, in provincia di Lucca, il 20 marzo 1934. Lavorò come marmista alla Henraux dove lavorava il padre Pietro, come aiuto cameriere e d'estate come bagnino presso uno stabilimento balneare di Forte dei Marmi. Senza aver frequentato alcuna scuola di recitazione, nel 1951, diciottenne, prese parte a un provino e venne scoperto da Luciano Emmer che lo scelse per una parte nel film Le ragazze di piazza di Spagna (1952), ma il primo ruolo da protagonista gli venne affidato in Jolanda la figlia del corsaro nero, diretto da Mario Soldati nel 1953.

### Il successo

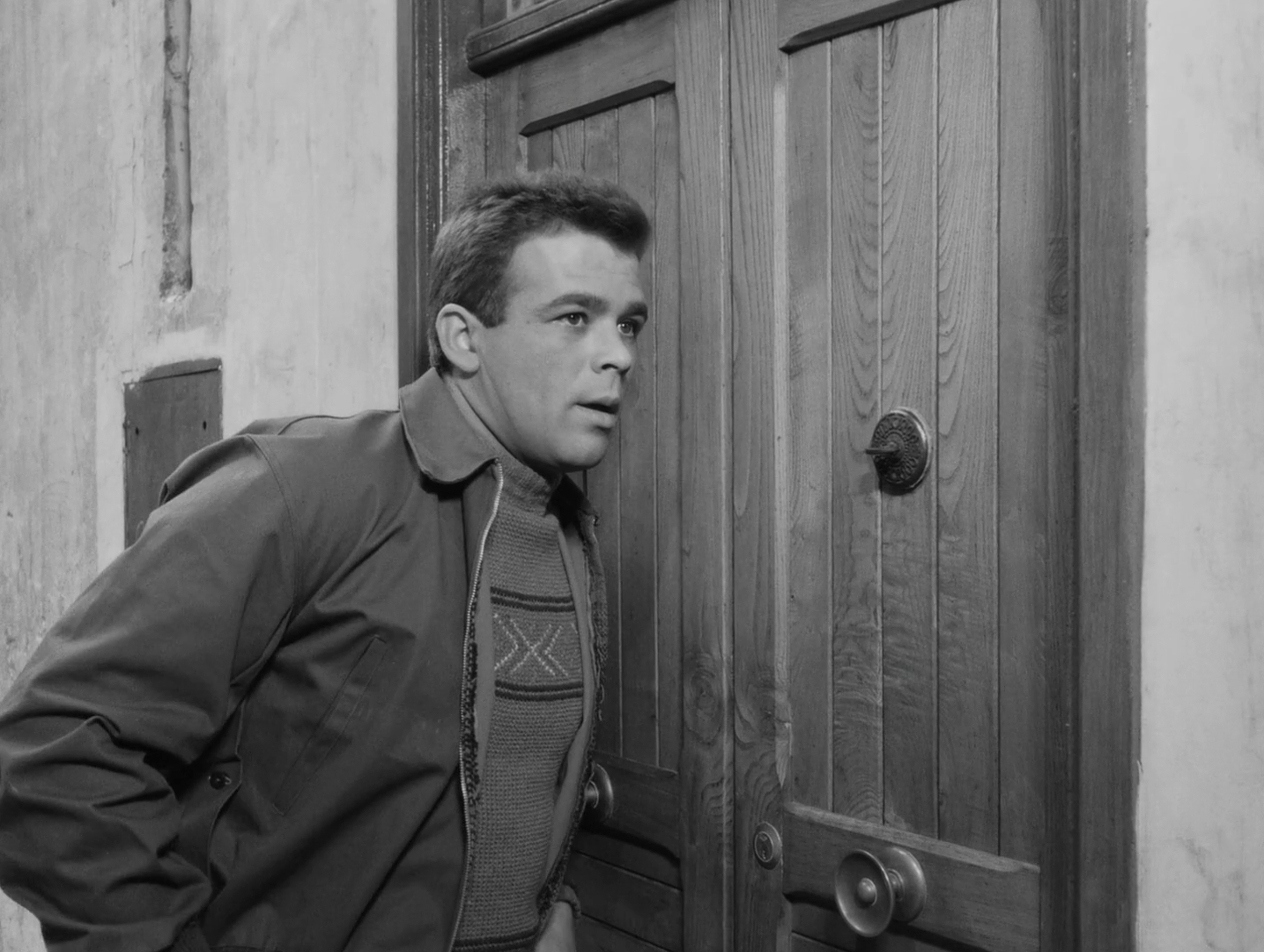
Renato Salvatori nel film I soliti ignoti (1958)

La popolarità arrivò grazie al ruolo di Salvatori nella trilogia di Dino Risi Poveri ma belli (1957), Belle ma povere (1957) e Poveri milionari (1958). Buon successo di pubblico ottenne anche nel dittico La nonna Sabella (1957), sempre di Risi, e La nipote Sabella (1958) di Giorgio Bianchi, al fianco di Tina Pica e nel ruolo di Mario ne I soliti ignoti (1958) di Mario Monicelli e nel seguito Audace colpo dei soliti ignoti (1960) di Nanni Loy. Nonostante fosse quasi sempre doppiato, fu anche buon interprete drammatico in pellicole come I magliari (1959) di Francesco Rosi al fianco di Alberto Sordi, Era notte a Roma (1960) di Roberto Rossellini e L'harem (1967) di Marco Ferreri, ma il ruolo fondamentale per Salvatori fu quello di Simone in Rocco e i suoi fratelli (1960) di Luchino Visconti. Sul set di questo film incontrò l'attrice francese Annie Girardot, che sposò due anni più tardi, e strinse una fraterna amicizia con Alain Delon il quale, negli anni del declino, lo volle accanto a sé in alcuni film poliziotteschi come La mia legge (1973), Flic Story (1975), Lo zingaro (1975).
Non mancano nella sua filmografia altre prove coraggiose, come La banda Casaroli (1962) di Florestano Vancini, Uno dei tre (1962) di André Cayatte (1962) o film polemici e controcorrente come Una bella grinta (1964) di Giuliano Montaldo, Smog (1962) di Franco Rossi e Omicron (1963) di Ugo Gregoretti, film che volevano rappresentare la risposta italiana alla Nouvelle Vague. I suoi ultimi ruoli importanti furono in Queimada (1969) di Gillo Pontecorvo e in La prima notte di quiete (1972) di Valerio Zurlini, ancora una volta accanto all'amico Delon. Le sue ultime apparizioni cinematografiche lo videro relegato in ruoli da caratterista, benché diretto da registi importanti quali Francesco Rosi, Marco Ferreri, Alberto Lattuada e Bernardo Bertolucci. È proprio nel film di quest'ultimo La luna (1979), nel quale recitò in un cameo, che si videro gli effetti della malattia che cominciava a manifestarsi.

### Gli ultimi anni e la fine
Negli anni settanta cominciò ad avere problemi di alcolismo. Nei primi anni ottanta decise di abbandonare definitivamente il cinema, un mondo che non gli apparteneva più, come spiegò in un'intervista. Nel 1984 entrò nel Gabinetto del Ministro dei Trasporti Claudio Signorile come addetto alle relazioni esterne, ma il suo fisico era ormai già minato dalla cirrosi epatica, che lo portò alla morte il 27 marzo 1988, all'età di 54 anni. È sepolto nella tomba di famiglia nel cimitero di Querceta, in comune di Seravezza, assieme ai genitori e al fratello Elis.

## Vita privata
Dall'unione con l'attrice Annie Girardot, celebrato a Parigi il 6 gennaio 1962, ebbe una figlia, Giulia, divenuta anche lei attrice; in seguito si separarono ma rimasero in buoni rapporti. Salvatori ebbe poi un secondo figlio, Nils, dalla fotomodella tedesca Danka Schröder.

## Memoria
La sua città natale gli ha dedicato la mostra Renato Salvatori - Povero ma bello in occasione del ventennale dalla morte, che si tenne presso il Palazzo mediceo di Seravezza dal 27 maggio al 22 giugno 2008 e che raccoglieva vario materiale sull'attore, tra cui foto, locandine e documenti, e che fu accompagnata da diversi dibattiti e una retrospettiva cinematografica. Vi presero parte, tra gli altri, l'ultima compagna Danka Schröder, i figli Giulia e Nils, l'ex moglie Annie Girardot, il critico Ugo Gregoretti e Francesco Solinas. Il comune di Forte dei Marmi, nelle cui scuole medie aveva studiato, gli ha eretto un busto sulla passeggiata a mare all'altezza de La Capannina.

## Filmografia

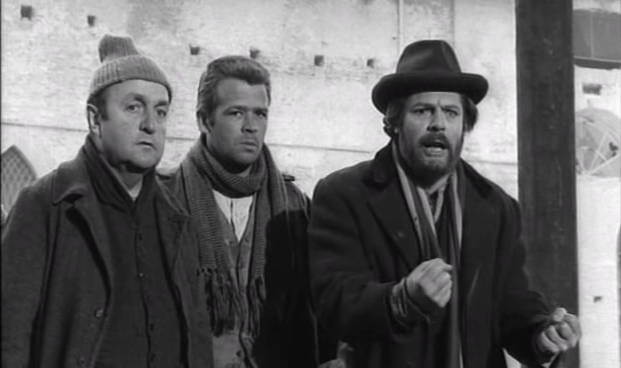
Renato Salvatori (al centro) con Bernard Blier e Marcello Mastroianni ne I compagni (1963)

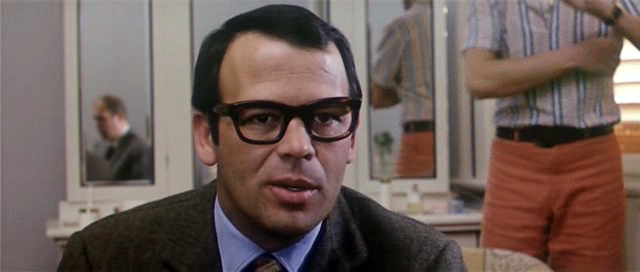
Renato Salvatori ne L'harem (1967)

- Le ragazze di piazza di Spagna, regia di Luciano Emmer (1952)
- I tre corsari, regia di Mario Soldati (1952)
- Jolanda, la figlia del Corsaro Nero, regia di Mario Soldati (1953)
- Gli uomini, che mascalzoni!, regia di Glauco Pellegrini (1953)
- La domenica della buona gente, regia di Anton Giulio Majano (1953)
- Opinione pubblica, regia di Maurizio Corgnati e Goffredo Alessandrini (1953)
- Era di venerdì 17, regia di Mario Soldati (1956)
- Poveri ma belli, regia di Dino Risi (1957)
- La nonna Sabella, regia di Dino Risi (1957)
- Classe di ferro, regia di Turi Vasile (1957)
- Marisa la civetta, regia di Mauro Bolognini (1957)
- Mariti in città, regia di Luigi Comencini (1957)
- Belle ma povere, regia di Dino Risi (1957)
- Io, mammeta e tu, regia di Carlo Ludovico Bragaglia (1958)
- I soliti ignoti, regia di Mario Monicelli (1958)
- Promesse di marinaio, regia di Turi Vasile (1958)
- La nipote Sabella, regia di Giorgio Bianchi (1958)
- Mogli pericolose, regia di Luigi Comencini (1958)
- Nella città l'inferno, regia di Renato Castellani (1959)
- Policarpo, ufficiale di scrittura, regia di Mario Soldati (1959)
- Poveri milionari, regia di Dino Risi (1959)
- Vacanze d'inverno, regia di Camillo Mastrocinque e Giuliano Carnimeo (1959)
- I magliari, regia di Francesco Rosi (1959)
- Audace colpo dei soliti ignoti, regia di Nanni Loy (1959)
- Vento del Sud, regia di Enzo Provenzale (1959)
- Era notte a Roma, regia di Roberto Rossellini (1960)
- Rocco e i suoi fratelli, regia di Luchino Visconti (1960)
- La ciociara, regia di Vittorio De Sica (1960)
- Un giorno da leoni, regia di Nanni Loy (1961)
- Il disordine, regia di Franco Brusati (1962)
- Smog, regia di Franco Rossi (1962)
- La banda Casaroli, regia di Florestano Vancini (1962)
- Uno dei tre (La glaive et la balance), regia di André Cayatte (1962)
- Il giorno più corto, regia di Sergio Corbucci (1963)
- I compagni, regia di Mario Monicelli (1963)
- Omicron, regia di Ugo Gregoretti (1963)
- Il baro (Les grands chemins), regia di Christian Marquand (1964)
- 3 notti d'amore, episodio La vedova, regia di Renato Castellani (1964)
- La moglie svedese, episodio di Extraconiugale, regia di Giuliano Montaldo (1964)
- Una bella grinta, regia di Giuliano Montaldo (1965)
- La ragazza del bersagliere, regia di Alessandro Blasetti (1967)
- 100 ragazze per un playboy (Bel Ami 2000 oder Wie verführt man einen Playboy?), regia di Michael Pfleghar (1967)
- L'harem, regia di Marco Ferreri (1967)
- Z - L'orgia del potere (Z), regia di Costa-Gavras (1969)
- Los recuerdos del porvenir, regia di Arturo Ripstein (1969)
- Queimada, regia di Gillo Pontecorvo (1969)
- Il faro in capo al mondo (The Lighthouse at the Edge of the World), regia di Kevin Billington (1971)
- Gli scassinatori (La casse), regia di Henri Verneuil (1971)
- La prima notte di quiete, regia di Valerio Zurlini (1972)
- Au rendez-vous de la mort joyeuse, regia di Luis Buñuel (1973)
- L'Amerikano (État de siege), regia di Costa-Gavras (1973)
- Una breve vacanza, regia di Vittorio De Sica (1973)
- La mia legge (Les granges brulées), regia di Jean Chapot (1973)
- Il sospetto, regia di Citto Maselli (1975)
- Flic Story, regia di Jacques Deray (1975)
- Lo Zingaro (Le Gitan), regia di José Giovanni (1975)
- Cadaveri eccellenti, regia di Francesco Rosi (1976)
- Uomini si nasce poliziotti si muore, regia di Ruggero Deodato (1976)
- Todo modo, regia di Elio Petri (1976)
- L'ultima donna, regia di Marco Ferreri (1976)
- Quel giorno il mondo tremerà (Armaguedon), regia di Alain Jessua (1977)
- Ernesto, regia di Salvatore Samperi (1978)
- La luna, regia di Bernardo Bertolucci (1979)
- Oggetti smarriti, regia di Giuseppe Bertolucci (1980)
- La cicala, regia di Alberto Lattuada (1980)
- Asso, regia di Castellano e Pipolo (1981)
- La tragedia di un uomo ridicolo, regia di Bernardo Bertolucci (1981)

## Doppiatori
- Giuseppe Rinaldi in I tre corsari, Jolanda, la figlia del Corsaro Nero, Poveri ma belli, La nonna Sabella, Classe di ferro, Marisa la civetta, Belle ma povere, Io, mammeta e tu, Promesse di marinaio, Policarpo, ufficiale di scrittura, Poveri milionari, Extraconiugale, Uomini si nasce poliziotti si muore
- Pino Locchi in Gli uomini, che mascalzoni!, Mariti in città, La nipote Sabella, Mogli pericolose, Era notte a Roma, La cicala
- Riccardo Cucciolla in Nella città l'inferno, Vento del Sud, Rocco e i suoi fratelli, Il disordine, Smog
- Ferruccio Amendola in Le ragazze di Piazza di Spagna, Era di venerdì 17
- Marcello Prando in I soliti ignoti, Audace colpo dei soliti ignoti
- Pino Colizzi in Omicron, La mia legge
- Nino Manfredi in La domenica della buona gente
- Renzo Palmer in Vacanze d'inverno
- Mario Colli in Un giorno da leoni
- Giorgio Arlorio in I compagni
- Raoul Grassilli in Una bella grinta
- Glauco Onorato in Z - L'orgia del potere
- Manlio De Angelis in Queimada
- Carlo Baccarini in La prima notte di quiete
- Luigi Montini in Asso